# 諾特海姆的里琴莎
諾特海姆的里琴莎（Richenza of Northeim，約1087年/1089年—1141年6月10日）為洛泰爾二世的妻子，自1106年起成為薩克森公爵夫人，自1125年起成為德意志王后，自1133年起成為神聖羅馬帝國皇后。